# Tolleshunt D'Arcy
Pour les articles homonymes, voir Tolleshunt.
Tolleshunt D'Arcy est un village et une paroisse civile de l'Essex, en Angleterre.